# Sister, Sister
Sister, Sister est une série télévisée américaine en 119 épisodes de 21 minutes, créée par Fred Shafferman, Kim Bass et Gary Gilbert et diffusée entre le 1er avril 1994 et le 28 avril 1995 sur le réseau ABC puis du 6 septembre 1995 au 23 mai 1999 sur The WB.
En France, la série a été diffusée sur RTL9 à partir de juillet 1995 puis à partir de septembre 1999 sur Canal J et le 30 juin 2001 sur France 2 dans La Planète de Donkey Kong puis dans KD2A et rediffusée sur France 3 en 2001, Disney Channel en 2002 et 2003, et Gulli en 2006.
Depuis le 24 juin 2022, l'intégralité de la série est disponible sur MY TF1.
La série est intégralement rediffusée sur la chaîne BET depuis septembre 2022.
La série est disponible sur Pluto TV, sur la chaîne Pluto TV TEEN SERIES tous les soirs à partir de 18h.

## Synopsis
Les héroïnes de cette série sont des sœurs jumelles, séparées et adoptées à la naissance. Tia a pour mère adoptive Lisa, styliste, et Tamera a été adoptée par Ray, homme d'affaires. Elles se retrouvent à quatorze ans et décident de vivre ensemble. La série raconte la vie de ces adolescentes et de cette famille recomposée où ce sont deux parents qui cohabitent.

## Distribution

### Acteurs principaux
- Tamera Mowry (VF : Julie Turin) : Tamera Campbell
- Tia Mowry (VF : Julie Turin) : Tia Landry
- Jackée Harry (VF : Maïk Darah) : Lisa Landry
- Tim Reid (VF : Gérard Surugue) : Ray Campbell
- Marques Houston (VF : Odile Schmitt (saisons 1 à 3) et Tony Marot (saisons 4 et 5)) : Roger Evans (saisons 1 à 5)
- Deon Richmond (VF : Cyrille Artaux) : Jordan Bennett (saisons 5 et 6)
- RonReaco Lee (VF : Fabrice Trojani) : Tyreke Scott (saisons 5 et 6)

### Acteurs récurrents
- Brittany Murphy (VF : Marie-Eugénie Maréchal) : Sarah (saison 1)
- Dorien Wilson (en) (VF : Marc François) : Terrence Winningham (saisons 2 et 3)
- Anna Slotky (en) : Denise Mondello (saisons 2 et 3)
- Bianca Lawson (VF : Annabelle Roux) : Rhonda Coley (saison 3)
- Christopher Reid (en) (VF : Constantin Pappas) : Clark (saison 5)
- Rolonda Watts (en) (VF : Dominique Lelong) : Vivica Shaw (saison 5)
- Alexis Fields (VF : Chantal Baroin) : Diavian Johnson (saisons 5 et 6)
- Patricia Belcher : Martha Hicks (saisons 5 et 6)
- Richard Lawson : Victor Sims (saison 6)

## Personnages

### Personnages principaux
- Tia Landry - Interprétée par Tia Mowry. Tia est une élève studieuse. Parmi les meilleurs de sa classe, elle rêve d'intégrer Harvard mais fut rejetée et décida donc d'aller à Michigan. Son premier grand amour est Michael, pour qui elle va jusqu'à se faire tatouer ce qui entraînera des conflits avec sa mère. Après leur rupture, elle ne connaît que des aventures sans importance jusqu'à la saison 4 où elle rencontre Tyreke Scott avec qui elle entamera une liaison sérieuse. Lorsqu'elle entre à l'université, elle rompt avec Tyreke lorsqu'elle tombe amoureuse de son professeur. Ils ne se remettront ensemble qu'à la fin de la série.

- Tamera Campbell - Interprétée par Tamera Mowry. Tamera est l'opposée de Tia en termes de personnalité. Très impulsive et moins intellectuelle que sa sœur jumelle, elle est une grande fan de Coolio. Parfois sachant être maligne quand elle le veut, elle utilise souvent 'le truc des sœur jumelles' qui consiste à se faire passer l'une pour l'autre pour passer des épreuves difficiles. Son petit ami est Jordan qui va avec elle à l'université.

- Lisa Landry-Sims - Interprétée par Jackée Harry. Lisa est une styliste de mode, mère adoptive de Tia bien qu'elle ait une personnalité plus proche de celle de Tamera, parfois même plus impulsive, lascive, et téméraire qu'elle. Elle est sujette à des crises de dépression, au cours de laquelle elle consomme de grandes quantités de nourriture. Lisa est également membre du Delta Sigma Theta Sorority.[réf. nécessaire] Elle se marie avec Victor Sims dans la finale.

- Ray Campbell - Interprété par Tim Reid. Ray est diamétralement opposé aux tendances de Lisa et Tamera. Veuf, propriétaire d'une entreprise de service de limousine, très conservateur, il est le père adoptif de Tamera. Connaissant beaucoup plus de succès dans le domaine des affaires que dans les relations amoureuses, ces relations sont souvent de courte durée. Ray est également membre d'Alpha Phi Alpha fraternity.[réf. nécessaire]

- Roger Evans - Interprété par Marques Houston. Roger était le voisin ennuyant de Tia et Tamera. Au début attiré par Tamera, il a été ravi quand il a découvert qu'elle avait une sœur jumelle et tente fréquemment d'obtenir un rancard avec chacune d'elles. Ses avances sont sans cesse rejetées, les jumelles répétant sans arrêt les mots « Rentre chez toi Roger ! » (« Go home, Roger! » en version originale anglaise). Cependant, les jumelles ont parfois manifesté une attirance envers lui et il réussit à sortir avec chacun d'elle pendant un bref moment. Ayant réussi à surmonter leur attirance réciproque, ils deviennent meilleurs amis.

- Tyreke Scott - Interprété par RonReaco Lee. Tyreke est le petit ami de Tia. Abandonnant l'école tôt, il passe le GED (des tests aux États-Unis certifiant que celui qui les passe à un niveau académique), il est autorisé à reprendre les cours avec les jumelles et Jordan, et obtient un job dans l'université qu'ils fréquentent. Il apparait dans les saisons cinq et six.

- Jordan Bennett - Interprété par Deon Richmond, Jordan est le petit ami de Tamera. Allant à l'université avec les jumelles, il passe parfois pour un attardé et est impulsif comme sa copine Tamera. De temps en temps sexiste tout comme peut l'être Tamera envers les hommes. Il apparait dans les saisons cinq et six.

### Personnages récurrents
- Rhonda Coley - Interprétée par Bianca Lawson. Rhonda est la fille la plus populaire du lycée de Tia et Tamera. Elle se moque souvent des choix vestimentaires de ces dernières.

- Sarah - Interprétée par Brittany Murphy. Sarah est la meilleure amie de Tia et Tamera.

- Denise - Interprétée par Anna Slotky. Denise est la 2e meilleure amie de Tia et Tamera.

## Commentaires
- Les actrices Tia et Tamera Mowry sont des jumelles dans la vie et ont gardé leurs propres prénoms dans la série. La même actrice française, Julie Turin, double les deux personnages.

- La série commença en 1994 et durera cinq ans (six saisons) jusqu'en 1999 puis s'arrêtera faute d'audience.

- La chaîne américaine Nickelodeon a décerné aux deux sœurs le prix de la meilleure actrice ; elles ont été élues par le jeune public américain.
- Un reboot de la série a été confirmé pour 2018 par Jackée Harry[3].